# メホ・コドロ
メホ・コドロ（Mehmed "Meho" Kodro , 1967年1月12日 - ）は、ユーゴスラビア（現ボスニア・ヘルツェゴビナ）・モスタル出身の元サッカー選手、現サッカー指導者。選手時代のポジションはフォワードであり、元ユーゴスラビア代表及び元ボスニア・ヘルツェゴビナ代表。現在はチャレンジリーグ・FCスタッド・ローザンヌ・ウシーの監督を務めている。
1990年代に活躍し、ボスニア・ヘルツェゴビナサッカー史上最高のストライカーと称された。息子のケナン・コドロもサッカー選手であり、同じくフォワードを務めている。

## キャリア
地元のクラブであるFKヴェレジュ・モスタルにて1985年にキャリアデビューを果たした。
1991年ユーゴスラビア紛争の影響もあり、リーガ・エスパニョーラのレアル・ソシエダへ移籍。恵まれた体格を活かしたプレーにテクニックを兼備し、移籍1年目から10ゴールを挙げた。1993-94シーズンには23ゴールを挙げ、この活躍を目にしたビッグクラブからオファーが殺到した。しかし、コドロはラ・レアルとの契約を延長し、残留する。1994-1995シーズンもヴァレリー・カルピンらのアシストからコンスタントに得点を挙げ、イバン・サモラーノに次ぐ、リーグ2位の25ゴールを記録した。
4シーズンに渡り2桁ゴールを挙げ、リーガエスパニョーラ屈指のストライカーとなったコドロは、1995-96シーズン開幕前にヨハン・クライフ率いるFCバルセロナに移籍。新加入のルイス・フィーゴ、ロベルト・プロシネツキ、ゲオルゲ・ポペスクらと共に第2期ドリーム・チームを構成すると期待された。しかし、新加入の選手が多かったバルセロナはシステムが機能せず、コドロ自身も9ゴールと活躍することができなかった。
シーズン終了後、バルセロナはヨハン・クライフからボビー・ロブソンに政権が交代。コドロ自身もバルセロナからCDテネリフェにフアン・アントニオ・ピッツィと入れ替わる形で移籍した。1997-98シーズンにロイ・マカーイとのコンビで12ゴールを挙げるも、ラ・レアルに在籍していたころの活躍をすることはできなかった。
その後、1999-00シーズンにはデポルティーボ・アラベスに移籍し、2001-02シーズンにイスラエルのマッカビ・テルアビブにて現役を引退した。

## 代表
ユーゴスラビア代表として2試合に出場。ボスニア・ヘルツェゴビナ代表としては紛争の影響で13試合に出場し3ゴールを挙げた。ボスニア・ヘルツェゴビナ代表としてのキャップはわずかであるが、独立間もないボスニア・ヘルツェゴビナ代表黎明期にあって唯一のワールドクラスであり、主将、大黒柱としてチームを支えた。

## 監督成績
2021年3月19日現在
| クラブ                       | 国                           | 就任           | 退任          | 記録 | 記録 | 記録 | 記録 | 記録   |
| クラブ                       | 国                           | 就任           | 退任          | 試   | 勝   | 分   | 敗   | 勝率   |
| ---------------------------- | ---------------------------- | -------------- | ------------- | ---- | ---- | ---- | ---- | ------ |
| ボスニア・ヘルツェゴビナ代表 | ボスニア・ヘルツェゴビナの旗 | 2008年1月5日   | 2008年5月17日 | 2    | 0    | 1    | 1    | 000.00 |
| レアル・ソシエダB            | スペインの旗                 | 2010年7月1日   | 2013年6月30日 | 113  | 35   | 37   | 41   | 030.97 |
| サラエヴォ                   | ボスニア・ヘルツェゴビナの旗 | 2014年9月26日  | 2015年4日21   | 17   | 11   | 4    | 2    | 064.71 |
| セルヴェット                 | スイスの旗                   | 2016年12月30日 | 2018年3月8日  | 42   | 24   | 11   | 7    | 057.14 |
| スタッド・ローザンヌ・ウシー | スイスの旗                   | 2020年6月4日   |               | 27   | 11   | 10   | 6    | 040.74 |
| 合計                         | 合計                         | 合計           | 合計          | 201  | 81   | 63   | 57   | 040.30 |

## タイトル

### 選手時代
FKヴェレジュ・モスタル
- ユーゴスラビアカップ：1回（1985-86）

マッカビ・テルアビブFC
- グヴィア・ハメディナ：1回（2000-01）

個人
- ボスニア年間最優秀選手賞：2回（1996、1997）